# Hokejový turnaj v Les Avants 1911
Hokejový turnaj v Les Avants se konal od 13. do 15. ledna 1911. Turnaje se zúčastnilo pět mužstev, která se utkala jednokolově systémem každý s každým.

## Výsledky a tabulka
|    |                  | GBR  | GER | GBR  | SUI  | BEL  | V | R | P | Skóre | B |
| 1. | Oxford Canadiens | ***  | 7:1 | 12:0 | 13:0 | 26:0 | 4 | 0 | 0 | 58:1  | 8 |
| 2. | Berliner SC      | 1:7  | *** | 5:4  | 4:3  | 8:0  | 3 | 0 | 1 | 18:14 | 6 |
| 3. | Prince's Club    | 0:12 | 4:5 | ***  | 10:1 | 13:0 | 2 | 0 | 2 | 27:18 | 4 |
| 4. | CP Lausanne      | 0:10 | 2:8 | 1:7  | ***  | 8:1  | 1 | 0 | 3 | 11:26 | 2 |
| 5. | FPB Brusel       | 0:26 | 0:8 | 0:13 | 1:8  | ***  | 0 | 0 | 4 | 1:55  | 0 |

- FPB Brusel = Fédération des Patineurs de Belgique

 Prince's Club –  FPB Brusel 13:0
13. ledna 1911 – Les Avants
 Berliner SC –  Prince's Club 5:4
13. ledna 1911 – Les Avants
 CP Lausanne –  FPB Brusel 4:3
13. ledna 1911 – Les Avants
 Berliner SC –  Oxford Canadiens 1:7
13. ledna 1911 – Les Avants
 CP Lausanne –  Oxford Canadiens 0:13
14. ledna 1911 – Les Avants
 Berliner SC –  FPB Brusel 8:0
14. ledna 1911 – Les Avants
 CP Lausanne –  Prince's Club 1:10
14. ledna 1911 – Les Avants
 Oxford Canadiens –  FPB Brusel 26:0
15. ledna 1911 – Les Avants
 CP Lausanne –  Berliner SC 3:4
15. ledna 1911 – Les Avants
 Oxford Canadiens –  Prince's Club 12:0
15. ledna 1911 – Les Avants